# Conops annulatus
Conops annulatus är en tvåvingeart som beskrevs av Gmelin 1790. Conops annulatus ingår i släktet Conops och familjen stekelflugor. Inga underarter finns listade i Catalogue of Life.